# Saint-Bonnet-Avalouze
Saint-Bonnet-Avalouze korábbi község Franciaországban, Corrèze megyében. 2019. január 1-jén Laguenne korábbi községgel egyesült és az így létrejött Laguenne-sur-Avalouze új község része lett.
Lakosainak száma 210 fő (2018. január 1.). Saint-Bonnet-Avalouze Chanac-les-Mines, Espagnac, Ladignac-sur-Rondelles, Laguenne és Saint-Martial-de-Gimel községekkel határos.

## Népesség
A település népessége az elmúlt években az alábbi módon változott:
| Lakosok száma | 167  | 170  | 215  | 249  | 207  | 202  | 214  | 232  | 216  | 210  |
|               | 1968 | 1975 | 1982 | 1999 | 2006 | 2011 | 2013 | 2016 | 2017 | 2018 |